# Szerbia és Montenegró-i labdarúgó-válogatott
A Szerbia és Montenegró-i labdarúgó-válogatott Szerbia és Montenegró nemzeti labdarúgó-csapata volt 1994 és 2006 között, amelyet az Szerbia és Montenegró-i labdarúgó-szövetség (szerbül: Фудбалски савез Србије и Црне Горе, magyar átírásban: Fudbalszki Szavez Szrbije i Crne Gore) irányított.
Tizenegy éven keresztül a Jugoszláv Szövetségi Köztársaság válogatottja volt, egészen 2003. februárjáig, amikor az ország nevét Szerbia és Montenegróra keresztelték. 2006-ban Montenegró a különválás mellett döntött és a 2006 világbajnokság után megszűnt a közös válogatott.
Összesen két világbajnokságon (1998, 2006) és egy Európa-bajnokságon szerepeltek (2000). 1998-ban a nyolcaddöntőig, 2000-ben a negyeddöntőig jutottak.

## A válogatott története

### 1991 előtt
Jugoszlávia 1991-es szétesését megelőzően a jugoszláv labdarúgó-válogatottban játszottak a szerb és montenegrói labdarúgók.

### Slobodan Santrač időszaka (1994–1998)
Annak ellenére, hogy a Jugoszláv Szövetségi Köztársaság 1992. április 28-án megalakult a csapatait minden egyes sporteseményről kizárták, ez alól nem volt kivétel a labdarúgó-válogatott sem. Első hivatalos mérkőzésüket 1994. december 23-án játszották Porto Alegreben Brazília ellen, melyen 2–0 arányban vereséget szenvedtek. Három nappal később Buenos Airesben 1–0-ra kaptak ki Argentínától. A csapat első szövetségi kapitánya a korábbi jugoszláv válogatott labdarúgó Slobodan Santrač volt. Az ENSZ döntése értelmében nem indulhattak az 1994-es világbajnokság és az 1996-os Európa-bajnokság selejtezőiben sem.
Az 1998-as világbajnokság selejtezőinek 6. csoportjában egy Feröer elleni 3–1-es győzelemmel kezdtek 1996. április 24-én. Az idegenbeli találkozón 8–1 arányban győzték le Feröert, ami a válogatott történetének legnagyobb arányú győzelmét jelentette. A sorozat végén Spanyolország mögött a második helyen végeztek, ami pótselejtezőt ért. Magyarország ellen kellett pályára lépniük. Budapesten 7–1-re, Belgrádban 5–0-ra győztek, összesítésben 12–1-gyel jutottak ki a világbajnokságra.
A világbajnokságon az F csoportba kerültek Irán, Németország és az USA mellé. Első mérkőzésükön Siniša Mihajlović góljával 1–0-ra legyőzték Iránt. Németország ellen Predrag Mijatović és Dragan Stojković találataival már 2–0-ra is vezettek, de a vége 2–2 lett. Az Egyesült Államokat 1–0-ra győzték le, a gólt Slobodan Komljenović szerezte. A második helyen jutottak tovább a nyolcaddöntőbe, ahol Hollandiával találkoztak. Dennis Bergkamp révén a hollandoknál volt az előny, amit Komljenovićnak sikerült kiegyenlítenie és amikor már a hosszabbításra készültek Edgar Davids megszerezte a hollandok győztes gólját a 92. percben.

### 2000-es Európa-bajnokság
A 2000-es Európa-bajnokság selejtezőinek 8. csoportjában Horvátországgal kerültek össze. Ez volt az első alkalom, hogy Jugoszlávia felbomlása óta találkoztak. A további ellenfelek: Írország, Macedónia és Málta voltak. Horvátország ellen röviddel a NATO bombázások vége után találkoztak Belgrádban, a végeredmény 0–0 lett. A visszavágóra az utolsó körben került sor Zágrábban, ami 2–2-es döntetlennel zárult. Mivel Írország szintén döntetlent játszott Macedóniában ez azt jelentette, hogy Jugoszlávia lett a csoportelső és kijutott az Európa-bajnokságra.
A 2000-es Európa-bajnokságon a C csoportba kerültek Norvégia, Spanyolország és Szlovénia mellé. Szlovénia ellen kezdtek és nem kis meglepetésre a szlovénok 3–0-s előnyre tettek szert. A jugoszlávoknak 6 perc alatt sikerült egyenlíteniük kialakítva a 3–3-as végeredmény. Norvégiát Savo Milošević góljával 1–0 arányban győzték le. Spanyolország ellen egy fordulatos mérkőzésen végül 4–3-as vereséget szenvedtek. Háromszor is vezetést szereztek, de a spanyolok mindig egyenlíteni tudtak és a hosszabbításban a győzelmet is megszerezték. A csoportmérkőzések alatt három játékosuk Siniša Mihajlović, Mateja Kežman és Slaviša Jokanović is a kiállítás sorsára jutott. Az egyeneskiesés szakaszban ismét Hollandiával találták szembe magukat és 6–1-es nagyarányú vereséget szenvedtek. Patrick Kluivert mesterhármast ért el.

### 2002-es világbajnokság
A 2002-es világbajnokság selejtezőinek 1. csoportjában Feröer, Luxemburg, Oroszország, Svájc és Szlovénia ellen kellett megmérkőzniük. Végül Oroszország és Szlovénia mögött a harmadik helyet szerezték meg. Ez volt az első alkalom, hogy a megalakulást követően lemaradnak egy nagy tornáról. Oroszország ellen Belgrádban kaptak ki 1–0-ra. Ezt megelőzően hazai pályán lejátszott tétmérkőzésen még sohasem nem szenvedtek vereséget. 

### Ilija Petković időszaka (2003–2006)

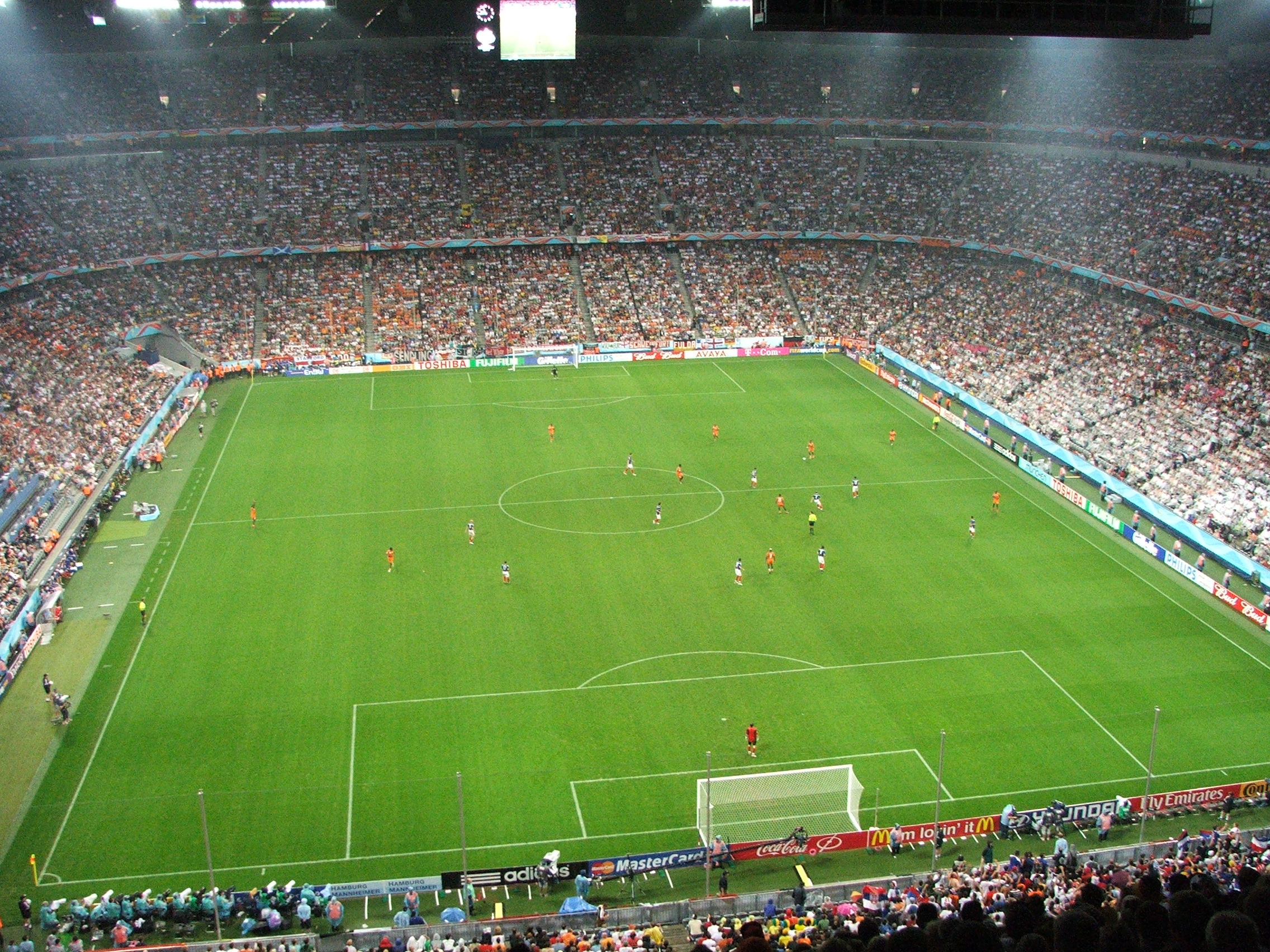
Szerbia és Montenegró Elefántcsontpart ellen játszik az Allianz Arénában a 2006-os világbajnokságon

A válogatott új szövetségi kapitánya Ilija Petković lett, aki Dejan Savićevićet váltotta. A 2004-es Európa-bajnokság selejtezőit még Jugoszláviaként kezdték 2002 szeptemberében, de 2003 februárjától Szerbia és Montenegró név alatt fejezték be a sorozatot. A 9. csoportban Olaszország és Wales mögött a harmadik helyen zártak. Külön érdekesség, hogy az előttük végző walesieket oda-vissza legyőzték. Mindez kevés volt a pótselejtezőhöz, aminek az oka az Azerbajdzsán elleni 2–2-es döntetlen hazai pályán és az idegenbeli 2–1-es vereség.
A 2006-os világbajnokság selejtezőiben egy csoportba kerültek Belgium, Bosznia-Hercegovina, Litvánia, Spanyolország és San Marino legjobbjaival. Spanyolország előtt két ponttal megnyerték a csoportot és mindössze egy gólt kaptak a tíz mérkőzés alatt. A selejtezőben induló 51 válogatott közül Szerbia és Montenegróé volt a legjobb védelem.
2006. június 3-án Montenegró bejelentette függetlenségét, így kérdéses volt, hogy milyen csapat vegyen részt a világbajnokságon. Amennyiben Szerbia vagy Montenegró indult volna akkor egyikőjük biztosan lemarad a tornáról, ezért végül az egységes csapat mellett döntöttek, amelyik kiharcolta a részvételt. A sport ezúttal felülírta a politikát és ez volt az utolsó alkalom, hogy a két ország közösen vett részt egy világversenyen.
A 2006-os világbajnokságon a sorsolást követően a C jelű négyesbe kerültek Argentína, Elefántcsontpart és Hollandia társaságában. A tornát Hollandia ellen kezdték 1–0-s vereséggel. A hollandok gólját Arjen Robben szerezte. Argentínától 6–0-ra kaptak ki, ami a válogatott történetének legnagyobb arányú veresége. Két kör után eldőlt, hogy nem juthatnak tovább. A harmadik találkozójukon a már szintén kieső Elefántcsontpart ellen léptek pályára. Annak ellenére, hogy 2–0-ra is vezettek, végül az elefántoknak sikerült fordítaniuk. Szerbia és Montenegró így három vereséggel zárta a tornát és egyúttal labdarúgó történelmét is.

### A különválás után
A világbajnokság után a Montenegrói labdarúgó-szövetség felvételt nyert az UEFA-ba. Szerbia Szerbia és Montenegró jogán már tagja volt a FIFA-nak és az UEFA-nak. Az új szerb válogatott első mérkőzését 2006. augusztusában játszotta Csehország ellen. Montenegró első hivatalos mérkőzésére 2007. márciusában került sor .Magyarország ellen.

## Nemzetközi eredmények

### Világbajnoki és Európa-bajnoki szereplés
| Év        | Eredmény                         | Hely                             | M                                | Gy                               | D*                               | V                                | Rg                               | Kg                               |
| --------- | -------------------------------- | -------------------------------- | -------------------------------- | -------------------------------- | -------------------------------- | -------------------------------- | -------------------------------- | -------------------------------- |
| 1930-1990 | Jugoszlávia része volt.          | Jugoszlávia része volt.          | Jugoszlávia része volt.          | Jugoszlávia része volt.          | Jugoszlávia része volt.          | Jugoszlávia része volt.          | Jugoszlávia része volt.          | Jugoszlávia része volt.          |
| 1994      | Kizárták a Délszláv háború miatt | Kizárták a Délszláv háború miatt | Kizárták a Délszláv háború miatt | Kizárták a Délszláv háború miatt | Kizárták a Délszláv háború miatt | Kizárták a Délszláv háború miatt | Kizárták a Délszláv háború miatt | Kizárták a Délszláv háború miatt |
| 1998      | Nyolcaddöntő                     | 10.                              | 4                                | 2                                | 1                                | 1                                | 5                                | 4                                |
| 2002      | Nem jutott be                    | Nem jutott be                    | Nem jutott be                    | Nem jutott be                    | Nem jutott be                    | Nem jutott be                    | Nem jutott be                    | Nem jutott be                    |
| 2006      | Csoportkör                       | 32.                              | 3                                | 0                                | 0                                | 3                                | 2                                | 10                               |
| Összesen  | Nyolcaddöntő                     | 2/3                              | 7                                | 2                                | 1                                | 4                                | 7                                | 14                               |

| Év        | Eredmény                                      | Hely                                          | M                                             | Gy                                            | D*                                            | V                                             | Rg                                            | Kg                                            |
| --------- | --------------------------------------------- | --------------------------------------------- | --------------------------------------------- | --------------------------------------------- | --------------------------------------------- | --------------------------------------------- | --------------------------------------------- | --------------------------------------------- |
| 1960-1992 | Jugoszlávia része volt.                       | Jugoszlávia része volt.                       | Jugoszlávia része volt.                       | Jugoszlávia része volt.                       | Jugoszlávia része volt.                       | Jugoszlávia része volt.                       | Jugoszlávia része volt.                       | Jugoszlávia része volt.                       |
| 1992      | Bejutott, de kizárták a Délszláv háború miatt | Bejutott, de kizárták a Délszláv háború miatt | Bejutott, de kizárták a Délszláv háború miatt | Bejutott, de kizárták a Délszláv háború miatt | Bejutott, de kizárták a Délszláv háború miatt | Bejutott, de kizárták a Délszláv háború miatt | Bejutott, de kizárták a Délszláv háború miatt | Bejutott, de kizárták a Délszláv háború miatt |
| 1996      | Kizárták a selejtezőkből                      | Kizárták a selejtezőkből                      | Kizárták a selejtezőkből                      | Kizárták a selejtezőkből                      | Kizárták a selejtezőkből                      | Kizárták a selejtezőkből                      | Kizárták a selejtezőkből                      | Kizárták a selejtezőkből                      |
| 2000      | Negyeddöntő                                   | 8.                                            | 4                                             | 1                                             | 1                                             | 2                                             | 8                                             | 13                                            |
| 2004      | Nem jutott be                                 | Nem jutott be                                 | Nem jutott be                                 | Nem jutott be                                 | Nem jutott be                                 | Nem jutott be                                 | Nem jutott be                                 | Nem jutott be                                 |
| Összesen  | Negyeddöntő                                   | 1/2                                           | 4                                             | 1                                             | 1                                             | 2                                             | 8                                             | 13                                            |

## Mezek a válogatott története során
A Jugoszláv SZK és később Szerbia és Montenegró válogatottjának hazai szerelése kék mez, fehér nadrág és piros sportszár volt. A váltómez a leggyakrabban fehér mezből, fehér nadrágból és fehér sportszárból állt.

#### Jugoszláv SZK
| 1994 (H) | 1998-as vb (H) | 1998-as vb (I) | 2000-es Eb (H) |

#### Szerbia és Montenegró
| 2004 (H) | 2004 (I) | 2006-os vb (H) | 2006-os vb (I) |

- (H) - Hazai
- (I) - Idegenbeli

## Szövetségi kapitányok
| Név                                          | Időszak                    | Eredmények                                         |
| -------------------------------------------- | -------------------------- | -------------------------------------------------- |
| Slobodan Santrač                             | 1994–1998 július           | 1998-as vb - Nyolcaddöntő                          |
| Milan Živadinović                            | 1998 augusztus-1999        | –                                                  |
| Vujadin Boškov                               | 1999-2000 július           | 2000-es Eb - Negyeddöntő                           |
| Ilija Petković                               | 2000 augusztus–2001 január | –                                                  |
| Milovan Đorić                                | 2001 február–2001 május    | –                                                  |
| Dejan Savićević Vujadin Boškov Ivan Ćurković | 2001 május–2001 december   | 2002-es vb - Nem jutott be                         |
| Dejan Savićević                              | 2001 december–2003 június  | –                                                  |
| Ilija Petković                               | 2003 július–2006 június    | 2004-es Eb - Nem jutott be 2006-os vb - Csoportkör |